# Ludwig Schupmann
Ludwig Ignaz Schupmann (né le 23 janvier 1851 à Geseke (province de Westphalie), royaume de Prusse – mort le 2 octobre 1920 à Geseke) est un professeur d'architecture et un concepteur d'appareils optiques allemand. Il est particulièrement connu pour ses lunettes et télescopes catadioptriques utilisant des miroirs de Mangin permettant d'éliminer les aberrations chromatiques.
L'astéroïde (5779) Schupmann est nommé en son honneur.

## Œuvre
- (de) Die Medial-Fernrohre - Eine neue Konstruktion für große astronomische Instrumente, Teubner-Verlag, 1899